# Warsaw Open 2009
Il Warsaw Open 2009  è stato un torneo di tennis che si è giocato sulla terra rossa. 
Il torneo faceva parte del circuito Premier del WTA Tour 2009. 
Si è giocato nell'impianto di Legia Tennis Centre a Varsavia in Polonia, dal 18 al 23 maggio 2009.

## Partecipanti

### Teste di serie
| Giocatrice            | Nazionalità           | Ranking* | Testa di serie |
| --------------------- | --------------------- | -------- | -------------- |
| Caroline Wozniacki    | Danimarca             | 11       | 1              |
| Agnieszka Radwańska   | Polonia               | 12       | 2              |
| Jie Zheng             | Cina                  | 17       | 3              |
| Aleksandra Wozniak    | Canada                | 25       | 4              |
| Sara Errani           | Italia                | 36       | 5              |
| Daniela Hantuchová    | Slovacchia            | 39       | 6              |
| Bethanie Mattek-Sands | Stati Uniti d'America | 44       | 7              |
| Al'ona Bondarenko     | Ucraina               | 46       | 8              |
| Cvetana Pironkova     | Bulgaria              | 47       | 9              |

- Ranking all'11 maggio 2009.

### Altre partecipanti
Giocatrici che hanno ricevuto una wildcard:
- Daniela Hantuchová
- Marija Šarapova
- Katarzyna Piter

Giocatrici passate dalle qualificazioni:
- Ioana Raluca Olaru
- Agnes Szatmari
- Alexandra Dulgheru
- Gréta Arn
- Dar'ja Kustova(Lucky Loser)
- Lenka Tvaroskova (Lucky Loser)

## Campioni

### Singolare
Alexandra Dulgheru ha battuto in finale  Al'ona Bondarenko con il punteggio di 7–6(3), 3–6, 6–0

### Doppio
Raquel Kops-Jones /  Bethanie Mattek-Sands hanno battuto in finale  Yan Zi /  Zheng Jie con il punteggio di 6–1, 6–1